# Team IG-Sigma Sport/Saison 2012
Dieser Artikel listet Erfolge und Fahrer des Radsportteams IG-Sigma Sport in der Saison 2012 auf.

## Abgänge – Zugänge
| Zugänge          | Team 2011                         | Abgänge         | Team 2012        |
| ---------------- | --------------------------------- | --------------- | ---------------- |
| Daniel Lloyd     | Team Garmin-Cervélo               | Russell Hampton | Team Raleigh-GAC |
| Dan Craven       | Rapha Condor-Sharp                | Stephen Adams   | Unbekannt        |
| Steven Burke     | UK Youth                          | Thomas Copeland | Unbekannt        |
| Simon Gaywood    | Plowman Craven Racing Team (2008) | Daniel Duguid   | Unbekannt        |
| Andrew Griffiths | Neoprofi                          | Kit Gilham      | Unbekannt        |
| Peter Hawkins    | Neoprofi                          | Marcel Six      | Unbekannt        |
| Jake Hayles      | Neoprofi                          | Phill Sykes     | Unbekannt        |

## Mannschaft
| Name             | Geburtstag        | Nationalität           |
| ---------------- | ----------------- | ---------------------- |
| Steven Burke     | 4. März 1988      | Vereinigtes Königreich |
| Dan Craven       | 1. Februar 1983   | Namibia                |
| Simon Gaywood    | 22. April 1979    | Vereinigtes Königreich |
| Andrew Griffiths | 25. Januar 1989   | Vereinigtes Königreich |
| Peter Hawkins    | 16. Dezember 1985 | Irland                 |
| Jake Hayles      | 12. Dezember 1991 | Vereinigtes Königreich |
| Steven Lampier   | 2. März 1984      | Vereinigtes Königreich |
| Tom Last         | 22. Dezember 1988 | Vereinigtes Königreich |
| Daniel Lloyd     | 11. August 1980   | Vereinigtes Königreich |
| Thomas Murray    | 6. Dezember 1985  | Vereinigtes Königreich |
| Simon Richardson | 21. Juni 1983     | Vereinigtes Königreich |
| Wouter Sybrandy  | 20. Februar 1985  | Niederlande            |